# Ivorische Fußballnationalmannschaft der Frauen
Die ivorische Fußballnationalmannschaft der Frauen repräsentiert die Elfenbeinküste im internationalen Frauenfußball. Die Nationalmannschaft ist dem ivorischen Fußballverband unterstellt und wird von Clémentine Touré trainiert.
Die Mannschaft der Elfenbeinküste war die erste afrikanische Frauennationalmannschaft. 1988 nahm sie an einem Turnier in China teil, verlor dort aber alle drei Spiele gegen die Niederlande, Kanada und China. Erst vier Jahre später folgte das nächste Spiel, diesmal in Frankreich gegen die Französinnen, das ebenfalls verloren wurde. Weitere zehn Jahre dauerte es bis zum fünften Spiel, das gleichzeitig das erste Heimspiel und Aufeinandertreffen mit einer afrikanischen Mannschaft war. Am 10. August 2002 trennten sich im Rahmen der Qualifikation zur Afrikameisterschaft die Elfenbeinküste und Mali in Abidjan mit 3:3. Da auch das Rückspiel in Mali remis endete – diesmal 1:1 – schied die Elfenbeinküste auf Grund der geringeren Anzahl an geschossenen Auswärtstoren aus. Auch für die weiteren Afrika- und Weltmeisterschaften sowie Olympischen Spiele konnte sich die Mannschaft nicht qualifizieren. Am 16. Dezember 2007 gelang gegen die Senegalesinnen der erste Sieg. Am 16. Juni 2012 konnte sich die Mannschaft erstmals für eine Afrikameisterschaft qualifizieren. In den Qualifikationsspielen gelang dabei gegen Mosambik der bisher höchste Sieg.

## Turnierbilanz

### Weltmeisterschaft
| - 1991: nicht teilgenommen - 1995: nicht teilgenommen - 1999: nicht teilgenommen - 2003: nicht qualifiziert | - 2007: nicht qualifiziert - 2011: nicht qualifiziert - 2015: Vorrunde - 2019: nicht qualifiziert | - 2023: nicht qualifiziert |

### Afrikameisterschaft
| - 1991: nicht teilgenommen - 1995: nicht teilgenommen - 1998: nicht teilgenommen - 2000: nicht teilgenommen - 2002: nicht qualifiziert - 2004: nicht teilgenommen | - 2006: nicht qualifiziert - 2008: nicht qualifiziert - 2010: nicht qualifiziert - 2012: Vorrunde - 2014: Dritter - 2016: nicht qualifiziert | - 2018: nicht qualifiziert - 2022: nicht qualifiziert - 2024: nicht qualifiziert |

### Olympische Spiele
| - 1996: nicht teilgenommen - 2000: nicht teilgenommen - 2004: nicht teilgenommen - 2008: nicht qualifiziert | - 2012: nicht teilgenommen - 2016: in der Qualifikation zurückgezogen - 2020: nicht qualifiziert - 2024: in der Qualifikation zurückgezogen |

### Afrikaspiele
- 2003: nicht teilgenommen
- 2007: nicht teilgenommen
- 2011: nicht teilgenommen
- 2015: Dritter

## Länderspiele gegen deutschsprachige Länder
Bei der WM 2015 traf die Elfenbeinküste am 7. Juni 2015 in Ottawa in ihrem ersten WM-Spiel auf Deutschland und damit erstmals auf eine Mannschaft aus dem deutschen Sprachraum. Dieses ging 0:10 verloren.